# Julio Torrado Quintela
Julio Torrado Quintela (Villagarcía de Arosa, 6 de enero de 1982) es un doctor en psicología, político gallego y ajedrecista. 

## Política
Se afilió a las Juventudes Socialistas a los 17 años, a continuación al PSdeG-PSOE y a la UGT. Fue militante activo en las movilizaciones contra la catástrofe del Prestige y contra la LOU. Durante años ejerció de secretario de organización de la Agrupación PSdeG-PSOE de Villagarcía de Arosa, donde fue además director de campaña electoral. 
Fue diputado en el Parlamento Gallego por la provincia de Pontevedra desde 2016 hasta 2024 por el PSdeG-PSOE, centrando su actividad parlamentaria en el ámbito sanitario. Desde marzo de 2022 es Secretario General de la Agrupación Local del PSdeG-PSOE en Vilagarcía.

## Psicología
Es doctor en psicología social por la universidad de Santiago de Compostela, e investigador en las áreas de Comportamiento Social, Psicología del Rendimiento en el Deporte, y en Investigación Educativa. Fue profesor de Psicología Social en la Universidad Lusófona de Oporto entre 2010 y 2012. También desempeñó labores de revisión y asesoría de investigación como visitante en la Universidad Pontificia de Ecuador, actividad que abandonó por sus obligaciones como parlamentario electo. De manera altruista sigue colaborando en algunos trabajos de su grupo de investigación en la USC, pero sin vinculación formal. 

## Ajedrez
Es Director Deportivo del Club Xadrez Fontecarmoa, donde además ejerce de entrenador y jugador cosechando notables éxitos. Como jugador destaca la consecución del título gallego de división de honor por equipos. Como entrenador, varios de sus pupilos han obtenido títulos de Maestro federado de ajedrez y ganado campeonatos de España y Galicia. Como director deportivo, destaca la consecución del Campeonato de España por Equipos (sub-18), además del gallego, obtenido desde un club con un modesto presupuesto y una política decidida de apuesta por la cantera.